# D’Kräz
D’Kräz ist eine jährlich erscheinende Zeitschrift, die vom Museums- und Geschichtsverein Schramberg e. V. herausgegeben wird. Sie wurde 1981 gegründet und erscheint jährlich Ende November.
Der Name „D’Kräz“ bezieht sich auf die Rückentrage der Schwarzwälder Uhrmacher, in der Uhrengehäuse von den Bauernhöfen und Werkstätten zu den Marktplätzen gebracht wurden.
Die Zeitschrift veröffentlicht Beiträge zur Heimatgeschichte der Raumschaft Schramberg. Bis zum Jahr 2020 sind 40 Hefte erschienen. Erster Chefredakteur von 1981 bis 1998 war Robert Ditter (1924–2007), ihm folgten Horst Schöck von 1999 bis 2005, Josef Bulach (* 1941) von 2006 bis 2017 und Ewald Graf (* 1956) seit 2018.